# Straminergon
Straminergon là một chi rêu trong họ Amblystegiaceae.